# Biocarburants dans l'Union européenne
L'Union européenne s'est donné comme objectif la promotion des biocarburants dans l'Union européenne dans une directive de 2003, qui a été renforcée et rendue contraignante par la directive de 2009 fixant un objectif de part de marché des biocarburants sur le marché des carburants destinés aux transports 10 % en 2020. Puis ces objectifs ont été réduits pour tenir compte de l'impact environnemental des biocarburants de première génération. Les nouveaux objectifs fixés en 2018 sont un gel des agrocarburants de première génération au niveau de leur production de 2020 ; ils ne doivent en aucun cas dépasser 7 % de la consommation finale du transport ; ceux à base d'huile de palme devront disparaître d'ici 2030, et pour commencer leurs importations seront gelées au niveau atteint en 2019 ; la part des biocarburants avancés et du biogaz doit être d'au moins 1 % en 2025 et d'au moins 3,5 % en 2030.
L'Union européenne a produit 13 615 ktep de biocarburants en 2013, dont 10 751 ktep de biogazole et 2 716 ktep de bioéthanol. Les principaux producteurs de biogazole sont la France, l'Allemagne, et l'Italie et ceux de bioéthanol sont l'Allemagne, le Royaume-uni et la France. La consommation était en 2013 pour la première fois en baisse (-6,8 %).

## Législation

### Directive de 2003 sur la promotion des biocarburants
La directive 2003/30/CE sur la promotion des biocarburants, adoptée le 8 mai 2003, est la première à fixer des objectifs chiffrés en matière de consommation de biocarburants. Elle prévoit que les biocarburants représentent 2 % de l’ensemble des carburants consommés pour les transports dans l’Union européenne en 2005, et 5,75 % en 2010. Cependant, ces objectifs n'étaient pas contraignants et leur mise en œuvre relevait de la compétence des États membres. La plupart d'entre eux n’ont pas atteint les objectifs fixés par la directive.

### Politique 20 - 20 - 20
En 2009, la Commission Européenne apporte des changements à la politique de promotion européenne des biocarburants en introduisant une nouvelle directive sur l’énergie renouvelable dans le cadre du « Paquet climat-énergie » qui va modifier, puis abroger la directive 2003/30/CE. Cette nouvelle directive (2009/28/CE) est aussi appelée « directive 20-20-20 » car elle fixe un objectif de 20 % de réduction des gaz à effet de serre et de remplacement de 20 % des carburants traditionnels par de l’énergie renouvelable dans la consommation énergétique totale de l’UE pour l’horizon 2020. La directive 2009/28/CE sur la promotion des énergies renouvelables, adoptée le 23 avril 2009, remplace les règles précédentes par des objectifs contraignants pour les États membres. La part de marché des biocarburants sur le marché des carburants destinés aux transports doit être de 10 % en 2020. Cette règle fait partie de la stratégie 20-20-20 adoptée lors du Conseil européen des 8 et 9 mars 2007, qui fixe une série de mesures pour une politique énergétique durable.

### Plafonnement des agrocarburants de première génération
En octobre 2012, la Commission européenne a proposé de réduire le taux d'incorporation des agrocarburants issus de cultures alimentaires dans les transports pour 2020 à 5 % au lieu des 10 % prévus par la directive européenne actuelle, afin de limiter l'impact négatif, démontré dans plusieurs études, de ces agrocarburants sur la déforestation en Amérique du Sud et en Asie. En septembre 2013, le Parlement européen a adopté un projet de loi qui fixe à 6 % le taux de ces agrocarburants, ainsi qu’à 2,5 % la proportion des biocarburants avancés issus d'algues ou de déchets. Mais aucun accord n'est trouvé avec les États membres au sein du Conseil européen. Fin février 2015, la commission Environnement du Parlement européen a de nouveau approuvé un projet de loi avec ces deux mêmes taux de 6  et   2,5 %, mais le Conseil maintient ses propres objectifs de 7  et   0,5 %,.

### Nouveaux objectifs de 2018 pour 2030
En novembre 2016, la Commission publie un projet de directive énergie qui abaisse progressivement les taux d'incorporation de biogazole et bioéthanol de première génération dans les carburants de 7 % en 2020 à 3,8 % en 2030 ; ces biocarburants étant accusés de contribuer à l'accaparement des terres dans les pays du Sud, à la déforestation et à la hausse des prix alimentaires, et d'émettre plus de CO2 que l'essence ou le gazole si l'on tient compte des émissions provoquées par le changement d'occupation des sols, la Commission a même décidé, durant l'été 2016, d'exclure le biogazole et le bioéthanol des objectifs 2030,.
En juin 2018, la Commission, le Conseil et le Parlement sont parvenus à un accord pour fixer l'objectif de 32 % de renouvelables dans la consommation finale brute de l'UE en 2030, ainsi qu'un objectif de 14 % d'énergies renouvelables dans les transports en 2030 ; les agrocarburants de première génération seront gelés au niveau de leur production de 2020 et ne doivent en aucun cas dépasser 7 % de la consommation finale du transport ; ceux à base d'huile de palme devront disparaître d'ici 2030, et pour commencer leurs importations seront gelées au niveau atteint en 2019 ; la part des biocarburants avancés et du biogaz doit être d'au moins 1 % en 2025 et d'au moins 3,5 % en 2030,.
Ces objectifs ont été traduits par la directive 2018/2001/CE du 21 décembre 2018, qui refont la directive 2009/28/CE. En outre, la nouvelle directive définit des critères de durabilité et de réduction des émissions de gaz à effet de serre pour les biocarburants, les bioliquides et les combustibles issus de la biomasse. Le volet durabilité des bioénergies est transposé dans le droit français par une ordonnance du 3 mars 2021.
En 2019, une action en justice est intenté pour empêcher que la biomasse forestière  soit incluse dans la directive sur l'énergie renouvelable. Elle est introduite par des ONGE originaires d’Estonie, de France, d’Irlande, de Roumanie, de Slovaquie, de Suède et des Etats-Unis.

### Définitions
L'énergie produite à partir de sources renouvelables est une énergie produite à partir de sources non fossiles renouvelables, soit les énergies éolienne, solaire, aérothermique, géothermique, hydrothermique, marine et hydroélectrique, biomasse, gaz de décharge, gaz des stations d'épuration d'eaux usées et biogaz.
La biomasse est la fraction biodégradable des produits, des déchets et des résidus d'origine biologique provenant de l'agriculture (y compris les substances végétales et animales), de la sylviculture et des industries connexes, y compris la pêche et l'aquaculture, ainsi que la fraction biodégradable des déchets industriels et municipaux.
Le bioliquide est un combustible liquide destiné à des usages énergétiques autres que pour le transport, y compris la production d'électricité, le chauffage et le refroidissement, et produit à partir de la biomasse.
Le biocarburant est un combustible liquide ou gazeux utilisé pour le transport et produit à partir de la biomasse.

### Caractéristiques
Les biocarburants et bioliquides pris en considération ne sont pas produits à partir de matières premières provenant de terres présentant un important stock de carbone, soit de :
- zones humides, terres couvertes ou saturées d'eau en permanence ou pendant une partie importante de l'année ;
- zones forestières, étendues de plus d'un hectare caractérisée par un peuplement d'arbres d'une hauteur supérieure à cinq mètres et des frondaisons couvrant plus de 30 % de sa surface ;
- tourbières.

Ils sont d'origine non alimentaire et conformes aux conventions de l'Organisation internationale du travail et respectent les critères de durabilité.
La Commission met en place une plate-forme publique de transparence en ligne,.
- Objectifs globaux des États membres concernant la part d'énergie produite à partir de sources renouvelables dans la consommation d'énergie finale en 2020  :
- Contenu énergétique des carburants destinés au transport :
- Règles pour le calcul de l’impact sur les gaz à effet de serre des biocarburants, des bioliquides et des combustibles fossiles de référence :
- Estimations de valeurs types et de valeurs par défaut pour les biocarburants :
- Valeurs par défaut détaillées pour les biocarburants et les bioliquides :
- Valeurs par défaut détaillées pour la transformation (dont surplus d’électricité):
- Valeurs par défaut détaillées pour les biocarburants et les bioliquides pour la culture :
- Valeurs par défaut détaillées pour le transport et la distribution :
- Total pour la culture, la transformation, le transport et la distribution :
- Estimations des valeurs par défaut détaillées pour des biocarburants et des bioliquides du futur pour la culture :
- Valeurs par défaut détaillées pour la transformation (dont surplus d’électricité):
- Valeurs par défaut détaillées pour le transport et la distribution :
- Total pour la culture, la transformation, le transport et la distribution :

## Production et consommation

### Statistiques de l'Union européenne
Les importations de bioéthanol ont augmenté de 45 % en 2022 (+ 96 % en provenance des États-Unis et + 37 % en provenance du Brésil).
En 2015, la part des agrocarburants dans l'approvisionnement en énergie des transports de l'Union européenne était de 4,2 %. Sur ces agrocarburants, 81 % étaient du biogazole et 19 % du bioéthanol. Les matières premières agricoles utilisées pour produire ces agrocarburants étaient importées à 53 % de pays hors UE. En 2016, 33 % du biogazole européen provenait d'huile de palme importée, et 60 % de l'huile de colza consommée en Europe est utilisée pour produire du biogazole.
En 2013, la consommation de biocarburants dans les transports a pour la première fois connu une baisse, estimée par EurObserv'ER à 6,8 %.
En 2012, malgré un contexte politique incertain, la consommation de biocarburants avait progressé de 2,9 %, atteignant 14,4 Mtep ; le taux d'incorporation des biocarburants dans les transports de l'Union européenne avait été de 4,7 %.
| Pays                                                                             | Bioéthanol | Biogazole | Biogaz carburant | Autres** | Total 2013 | % certifié durable | Total 2012 | Variation 2013/12 |
| -------------------------------------------------------------------------------- | ---------- | --------- | ---------------- | -------- | ---------- | ------------------ | ---------- | ----------------- |
| Allemagne                                                                        | 778        | 1 955     | 35               | 1        | 2 768      | 100 %              | 3 049      | -9,2 %            |
| France                                                                           | 394        | 2 293     | 0                | 0        | 2 687      | 100 %              | 2 686      | 0 %               |
| Italie                                                                           | 56         | 1 169     | 0                | 0        | 1 225      | 100 %              | 1 343      | -8,7 %            |
| Royaume-Uni                                                                      | 411        | 604       | 0                | 0        | 1 015      | 100 %              | 886        | +14,6 %           |
| Espagne                                                                          | 180        | 816       | 0                | 0        | 997        | 0 %                | 2 101      | -53 %             |
| Pologne                                                                          | 170        | 744       | 0                | 0        | 914        | 100 %              | 823        | +11 %             |
| Suède                                                                            | 181        | 536       | 85               | 0        | 802        | 99 %               | 617        | +30 %             |
| Autriche                                                                         | 55         | 425       | 0                | 0        | 480        | 92 %               | 458        | +5 %              |
| Belgique                                                                         | 49         | 283       | 0                | 0        | 332        | 100 %              | 330        | +0,5 %            |
| Pays-Bas                                                                         | 125        | 194       | 0                | 0        | 320        | 96 %               | 335        | -4,6 %            |
| Danemark                                                                         | 0          | 297       | 0                | 0        | 297        | 100 %              | 212        | +40 %             |
| Portugal                                                                         | 5          | 274       | 0                | 0        | 278        | 3 %                | 287        | -3 %              |
| République tchèque                                                               | 52         | 221       | 0                | 0        | 273        | 100 %              | 281        | -3 %              |
| Finlande                                                                         | 94         | 118       | 1                | 0        | 213        | 0 %                | 244        | -13 %             |
| Roumanie                                                                         | 37         | 159       | 0                | 10       | 206        | 89 %               | 203        | +2 %              |
| Total UE27                                                                       | 2 716      | 10 751    | 121              | 28       | 13 615     | 86,5 %             | 14 608     | -6,8 %            |
| * estimation ** huiles végétales utilisées pures et biocarburants non spécifiés. |            |           |                  |          |            |                    |            |                   |

|                        | 1990 | 1991 | 1992 | 1993 | 1994 | 1995 | 1996 | 1997 | 1998 | 1999 | 2000 | 2001 | 2002 | 2003 | 2004 | 2005 | 2006 | 2007  | 2008  |
| Allemagne              | 0    | 0    | 5    | 5    | 28   | 35   | 55   | 90   | 100  | 130  | 250  | 354  | 556  | 822  | 1137 | 2569 | 4469 | 7187  | 6292  |
| Autriche               | 7    | 8    | 9    | 9    | 7    | 11   | 14   | 15   | 16   | 18   | 20   | 22   | 23   | 24   | 42   | 66   | 182  | 326   | 350   |
| Belgique               | 0    | 0    | 0    | 2    | 8    | 0    | 0    | 0    | 0    | 0    | 0    | 0    | 0    | 0    | 0    | 19   | 33   | 183   | 323   |
| Bulgarie               | 0    | 0    | 0    | 0    | 0    | 0    | 0    | 0    | 0    | 0    | 0    | 0    | 0    | 0    | 0    | 0    | 9    | 4     | 12    |
| Chypre                 | 0    | 0    | 0    | 0    | 0    | 0    | 0    | 0    | 0    | 0    | 0    | 0    | 0    | 0    | 0    | 0    | 0    | 0     | 7     |
| Danemark               | 0    | 0    | 0    | 0    | 0    | 0    | 0    | 0    | 0    | 0    | 0    | 25   | 40   | 45   | 65   | 70   | 70   | 70    | 99    |
| Espagne                | 0    | 0    | 0    | 0    | 0    | 0    | 0    | 0    | 0    | 0    | 80   | 80   | 187  | 257  | 228  | 339  | 242  | 522   | 493   |
| Finlande               | 0    | 0    | 0    | 0    | 0    | 0    | 0    | 0    | 0    | 0    | 0    | 0    | 0    | 0    | 0    | 0    | 0    | 0     | 11    |
| France                 | 0    | 0    | 4    | 36   | 103  | 191  | 277  | 335  | 318  | 331  | 398  | 391  | 417  | 452  | 474  | 546  | 824  | 1390  | 2352  |
| Grèce                  | 0    | 0    | 0    | 0    | 0    | 0    | 0    | 0    | 0    | 0    | 0    | 0    | 0    | 0    | 0    | 0    | 48   | 92    | 69    |
| Hongrie                | 0    | 0    | 0    | 0    | 0    | 0    | 0    | 0    | 0    | 0    | 0    | 0    | 0    | 0    | 0    | 8    | 17   | 23    | 199   |
| Irlande                | 0    | 0    | 0    | 0    | 0    | 0    | 0    | 0    | 0    | 0    | 0    | 0    | 0    | 0    | 0    | 1    | 4    | 18    | 24    |
| Italie                 | 0    | 0    | 0    | 0    | 0    | 0    | 0    | 0    | 0    | 0    | 0    | 0    | 0    | 0    | 286  | 200  | 223  | 202   | 777   |
| Lettonie               | 0    | 0    | 0    | 0    | 0    | 0    | 0    | 0    | 0    | 0    | 0    | 0    | 0    | 0    | 0    | 2    | 12   | 21    | 40    |
| Lituanie               | 0    | 0    | 0    | 0    | 0    | 0    | 0    | 0    | 0    | 0    | 0    | 0    | 0    | 0    | 4    | 14   | 20   | 40    | 82    |
| Luxembourg             | 0    | 0    | 0    | 0    | 0    | 0    | 0    | 0    | 0    | 0    | 0    | 0    | 0    | 0    | 1    | 1    | 1    | 1     | 0     |
| Pays-Bas               | 0    | 0    | 0    | 0    | 0    | 0    | 0    | 0    | 0    | 0    | 0    | 0    | 0    | 0    | 23   | 78   | 149  | 139   | 140   |
| Pologne                | 0    | 0    | 0    | 0    | 0    | 0    | 0    | 0    | 0    | 0    | 0    | 9    | 0    | 44   | 21   | 145  | 208  | 141   | 356   |
| Portugal               | 0    | 0    | 0    | 0    | 0    | 0    | 0    | 0    | 0    | 0    | 0    | 0    | 0    | 0    | 0    | 0    | 79   | 184   | 169   |
| République tchèque     | 0    | 0    | 0    | 0    | 0    | 12   | 19   | 28   | 16   | 0    | 0    | 0    | 0    | 0    | 83   | 127  | 112  | 109   | 135   |
| Roumanie               | 0    | 0    | 0    | 0    | 0    | 0    | 0    | 0    | 0    | 0    | 0    | 0    | 0    | 0    | 0    | 0    | 0    | 22    | 186   |
| Royaume-Uni            | 0    | 0    | 0    | 0    | 0    | 0    | 0    | 0    | 0    | 0    | 0    | 0    | 0    | 0    | 0    | 9    | 256  | 441   | 337   |
| Slovaquie              | 0    | 0    | 0    | 0    | 0    | 0    | 0    | 0    | 0    | 0    | 0    | 38   | 3    | 2    | 12   | 35   | 43   | 70    | 179   |
| Slovénie               | 0    | 0    | 0    | 0    | 0    | 0    | 0    | 0    | 0    | 0    | 0    | 0    | 0    | 0    | 0    | 0    | 2    | 5     | 8     |
| Suède                  | 0    | 0    | 0    | 0    | 0    | 0    | 0    | 0    | 0    | 0    | 0    | 22   | 49   | 103  | 215  | 290  | 404  | 543   | 598   |
| Total Union européenne | 7    | 8    | 18   | 52   | 146  | 249  | 365  | 468  | 450  | 479  | 748  | 941  | 1275 | 1749 | 2591 | 4520 | 7407 | 11733 | 13238 |

### Conséquences sur lapolitique agricole commune
Les différentes études disponibles montrent que la production européenne de biocarburants ne joue pas un rôle décisif dans l'augmentation du prix des denrées alimentaires. L'UE utilise seulement 1 % de ses céréales pour produire de l'éthanol. Environ les deux tiers de la production de colza sont utilisés pour fabriquer du biogazole, mais cela ne représente que 2 % de la demande mondiale. Cela dit, il est nécessaire d'investir dans les biocarburants de deuxième et troisième générations.

## Résultats
La politique fortement incitative à l’incorporation de biocarburants au sein de l'Union européenne a eu pour résultat que le taux d’énergie renouvelable dans les transports a connu une augmentation régulière, pour atteindre 9,25 % en 2019, soit un pourcentage proche de la cible de 10 % en 2020. Néanmoins, l’utilisation des biocarburants n’a eu pour conséquence qu’une réduction limitée à 4,5 % des émissions de gaz à effet de serre (GES) par rapport à l’usage de carburants uniquement fossiles.